# Abhandlungen der Königlichen Gesellschaft der Wissenschaften zu Göttingen
Abhandlungen der Königlichen Gesellschaft der Wissenschaften zu Göttingen (abreviado Abh. Königl. Ges. Wiss. Göttingen) fue una revista ilustrada con descripciones botánicas. Se publicaron 38 volúmenes en los años 1843-1892. Fue sustituida por Abh. Königl. Ges. Wiss. Göttingen, Math.-Phys. Kl..